# DEG V 21
Die DEG V 21 war eine dreiachsige Diesellokomotive mit Stangenantrieb, die für den mittleren Rangier- und leichten Streckendienst konzipiert wurde. Sie wurde 1953 von der Maschinenfabrik Esslingen (ME) gebaut und erhielt bei der Deutschen Eisenbahn Gesellschaft (DEG) die Bezeichnung DEG V 21, später DEG V 41. Die Lokomotive entspricht der in großer Stückzahl gebauten SJ V3, wurde auf verschiedenen Strecken der DEG eingesetzt und 1973 verschrottet.

## Entwicklung
1950 erhielt die Maschinenfabrik Esslingen einen Auftrag von Statens Järnvägar zur Fertigung von insgesamt 50 Lokomotiven der Reihe V3. Neben der schwedischen Munkedals Järnväg bestellte die Deutsche Eisenbahn-Gesellschaft eine Lokomotive dieser Gattung, weil sie schon Esslinger Triebwagen im Bestand hatte.

## Technik
Die Lokomotive entsprach nach dem Typenprogramm der Maschinenfabrik Esslingen der Typenbezeichnung HOF, das Maschinen mit der Achsfolge C und einer Motorleistung von 440  bis 900 PS entsprach. Sie wurde unter der Fabriknummer 5129 1953 hergestellt. Diese Type wurde mit den Spurweiten von Normalspur bis 1676 mm angeboten. Äußerlich entsprach sie der SJ V3, den hohen Führerstand zur besseren Streckensicht hat sie nach einem Umbau 1964 erhalten.
Die Lokomotive besaß einen dieselhydraulischen Antrieb mit einem Sechszylinder-Zweitakt-Dieselmotor von KHD und einem Strömungsgetriebe L 37 von Voith.

## Einsatz
Anfangs wurde die Lokomotive von der DEG auf der Kleinbahn Kaldenkirchen–Brüggen nach einer Abnahmefahrt im Februar 1954 zwischen Kaldenkirchen und Bracht eingesetzt und trug die Bezeichnung V 21, 1954 wurde die Bezeichnung in V 41 geändert. Die Lokomotive war zuletzt ab 1970 bei der Rhein-Sieg-Kreis-Eisenbahn und wurde dort im gleichen Jahr nach einem Motorschaden abgestellt, 1971 ausgemustert und 1973 verschrottet.